# Blovstrød Kommune
Blovstrød Sognekommune omfattende kun eet sogn, Blovstrød og blev oprettet i 1842 i henhold til anordning af 13. august 1841 om landkommunalvæsenet. Blovstrød Sognekommune eksisterede indtil kommunalreformen 1970, hvor store dele af kommunen blev sammenlagt med Hørsholm Sognekommune og fortsatte som Hørsholm Kommune.
Blovstrød Kommune lå i Lynge-Kronborg Herred, Frederiksborg Amt.

## Infrastruktur
Blovstrød kommune blev gennemskåret af både vigtigere hovedlandeveje og landeveje og fra 1864 tillige af en jernbaneforbindelse.

### Vejnet
De vigtigste vejforbindelser var Kongevejen mellem København og Hillerød i kommunens sydvestlige del samt landevejen mellem Hørsholm og Fredensborg i kommunens nordøstlige del, hvortil kom Kongevejen til Helsingør ved kommunens østgrænse.

### Baneforbindelser
I 1864 anlagdes Nordbanen med stationer i Birkerød (Birkerød Station) og Lillerød (Lillerød Station), men ingen station indenfor sognekommunens grænser. Dette betød, at kommunen fastholdt sit landlige præg langt op i 1900-tallet.

## Befolkningsudviklingen i Blovstrød Kommune
Ved oprettelsen fandtes der ingen større bysamfund i kommunen, men efterhånden udviklede der sig en bymæssig bebyggelser i kommunens vestlige del i tilknytning til Blovstrød ved hovedlandevejen til Hillerød, og desuden fremkom Sandholmlejren og Høvelte kaserne, der begge lå i samme område. Bydannelsen ved Blovstrød udviklede sig fortrinsvis som fjernforstad (soveby) til København, omend også det nærliggende Blovstrød Teglværk spillede en mindre rolle, især i begyndelsen af 1900-tallet.
Også ved Usserød i kommunens nordøstlige hjørne udviklede der sig en bymæssig bebyggelse, men denne blev i 1938 underlagt Hørsholm Sognekommune.

### Næringsfordeling
Ifølge folketællingen 1890 var næringsfordelingen i Blovstrød sogn følgende: 118 levede af immateriel virksomhed, 761 af jordbrug, 564 af industri, 48 af handel, 121 af andre næringsveje, 43 af deres midler, og 13 var under fattigvæsenet. Blovstrød sogn var således et udpræget landbrugsområde, men industri spillede også en rolle takket være teglværker, der sysselsatte 241 personer.
Ifølge folketællingen 1906 var næringsfordelingen i Blovstrød sogn følgende: 19 levede af immateriel virksomhed, 789 af landbrug, skovbrug og mejeri, 0 af fiskeri, 559 af håndværk og industri, 75 af handel, 58 af samfærdsel (jernbane, post- og telegrafvæsen, transport og søfart), 32 som kapitalister og aftægtsfolk, 32 var offentligt forsørgede og 14 levede af andre og uangivne næringer. Landbrug og industri var således fortsat de vigtigste næringsveje.
Ifølge folketællingen 1930 var næringsfordelingen i Blovstrød kommune følgende: 636 levede af landbrug med videre, 606 af håndværk og industri, 112 af handel, 57 af transport, 39 af immateriel virksomhed, 114 af husgerning, 123 var ude af erhverv, og 19 havde ikke angivet indtægtskilde. Industribefolkningen var overvejende samlet i Bloustrød med 236 personer og i Usserød med 130 personer.
Ifølge folketællingen 1950 var næringsfordelingen i Blovstrød kommune følgende: 469 levede af landbrug med videre, 586 af håndværk, industri og byggeri, 124 af handel, 57 af transport, 186 af immaterielle erhverv, 133 af formue, rente og lignende, mens 7 ikke havde angivet indkomstkilde. I landdistrikterne var landbrug fortsat fremherskende mens industri, handel, transport samt immaterielle erhverv alle i nogen grad var samlede i bymæssige områder.

## Byudviklingsplan
Den fremadskridende byudvikling i Nordøstsjælland og især i tilknytning til hovedstadens voldsomme vækst gjorde i stigende grad en byplanlægning nødvendig, og efter 2. verdenskrig blev nedsat en såkaldt byudviklingsudvalg for Københavns-egnen, hvis virkeområde i første omgang ikke omfattede Bloustrød kommune. Imidlertid skete der i årene fra 1945 til 1956 en række mindre udstykninger i kommunen og i den partielle byudviklingsplan nr 4 fra 1960, hvor en mindre udbygning ved Bloustrød blev fastlagt, var det forudset, at landevejen ville være den primære trafikbetjening til København.